# Malajički jezici
Malajik jezici (Bahasa-bahasa Malayik; Bahasa Melayik), jedna od glavnih skupina malajsko-polinezijskih jezika raširenih na velikom području Malezije, Indonezije i dijelovima Indokine. Obuhvaća (70) jezika, po novijoj klasifikaciji (53) podijeljenih na nekoliko podskupina. Predstavljaju je:
a) Achinese-Cham (11) Indonezija/Sumatra, Vijetnam, Kambodža, Kina: ačinski, cham (2 jezika, zapadni i istočni), chru, haroi, jarai, ra-glai ili cacgia roglai, rade, roglai (južni i sjeverni), tsat.
b) Malajski-lom (1), Indonezija/Sumatra: lom
c) Malajski (46), Malezija, Indonezija, Tajland: banjar, bengkulu, brunei, duano', enim, indonezijski,  jakun, kaur, kerinci, kubu, lematang, lembak, lintang, loncong, lubu, malajski (14 raznih malajskih jezika: malajski, bacanese, balinese, berau, bukit, cocos islands, jambi, kedah, kota bangun kutai, makassar, sjeverni molučki, pattani, sabah, tenggarong kutai), minangkabau, muko-muko, musi, negeri sembilan malay, ogan, orang kanaq, orang seletar, palembang, pasemah, pekal,  penesak, rawas, semendo, serawai, sindang kelingi, temuan, urak lawoi'.
d) Malajik-Dajak jezici (10) Indonezija/Kalimantan, Malezija/Sarawak: balau, iban, kendayan, keninjal, malajski dajački, mualang,  remun, seberuang, sebuyau, selako.
e) Moklen (2), Tajland, Burma: moken, moklen.

## Vanjske poveznice
- Ethnologue (14th)